# ジブラルタル自治政府

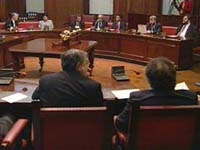
ジブラルタル議会の様子

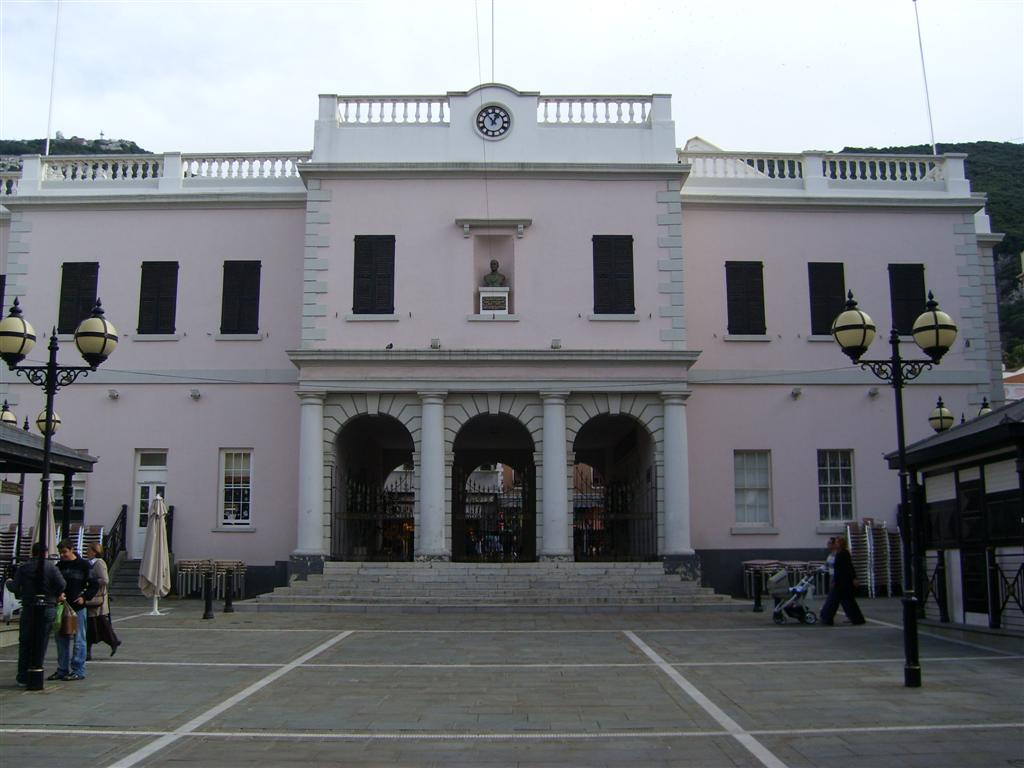
ジブラルタル議会の建物

ジブラルタル自治政府（ジブラルタルじちせいふ、英: His Majesty's Government of Gibraltar）は、イギリスの海外領土であるジブラルタルで民主的選挙により構成される政府。チャールズ3世を元首に戴くが、これはジブラルタル総督が代理する。議会は定員18名の一院制をとり、4年ごとに選挙が行なわれる。18名中17名は一般選挙で選ばれ、残り1名の議長 (Speaker) は議会が指名する。いずれも任期は4年である。

## 行政府
与党（あるいは連立与党）の党首が、総督によって首相（政府の長）に任命される。

## 立法府
内閣は通常、議会の17人のうち9名を首相が選任し、総督の承認を経た上で構成される。残りの7名は、いわゆる影の内閣を構成する。
前回の選挙は2015年11月に行なわれた。

## 閣僚
2011年に選ばれた閣僚は次の通りである。
| 名前                | 担当                                 |
| ------------------- | ------------------------------------ |
| Fabian Picardo      | 首相                                 |
| Joseph Garcia       | 副首相                               |
| John Cortes         | 保健、環境                           |
| Charles Bruzon      | 住宅、高齢者対策                     |
| Samantha Sacramento | 格差是正、社会事業                   |
| Gilbert Licudi      | 教育、財務、賭博、通信、司法         |
| Joe Bossano         | 企業、職業訓練、雇用                 |
| Neil Costa          | 観光、公共輸送機関、港湾             |
| Paul Balban         | 交通、健康・安全、専門的業務         |
| Steven Linares      | スポーツ、文化、文化遺産、若年層対策 |